# Rosa sericea
Rosa sericea es una especie de planta del género Rosa, de la familia Rosaceae.

## Taxonomía
Rosa sericea fue descrita por Lindl. en 1820.

## Distribución
Se encuentra en el territorio del Himalaya hasta el centro-sur de China y Birmania.